# Idioma kankui
El idioma kankui, kakatukua, kampanake o kankuamo es una de las cuatro lenguas del grupo arhuaco de la familia chibcha, habladas en la Sierra Nevada de Santa Marta, en Colombia.
Era hablado en la vertiente suroriental de la Sierra Nevada de Santa Marta, en las comunidades de la comarca de Atánquez. Aunque el idioma de los kankui está casi extinto y los kankuamos se comunican principalmente en español, forma parte de la tradición considerar que aún es posible encontrar hablantes de la lengua propia en los páramos, especialmente entre algunos ancianos y mamos.
Con la colaboración de miembros de la comunidad kankuamo, así como de otros indígenas de la Sierra con conocimientos sobre esta lengua, y con el apoyo de expertos, se están elaborando materiales escritos destinados a fomentar su difusión entre la población infantil y juvenil.

## Vocabulario
Desde finales del siglo XIX, algunos investigadores han recopilado vocabularios de kankui, de entre los cuales seleccionamos las siguientes palabras:
| - naranjemán=abuelo - iyuaroki=adiós - duikána=aguja - néua=ají - kandina=árbol - kojkaba=boca - achakúku=cabeza - cabuya=chí - uráka=casa - wimena=cerro - uraka=casa - anchiriá=caldo - kakeruaken=cielo - chan=¿cuando? | - amiakasáo=esposa - anchitéru=esposo - sikuko=estrella - metruarike=firmamento - chómua=flor - ista=fríjol - guié=fuego - nandúga=hermana - nengüia=hermano - ferúa=hombre - anchayó=idioma - dináshui=lluvia - gúna=mano - súzu=mochila | - amia=mujer - chinke=noche - búku=olla - shá=pelo - aguína=piedra - dumbúru=poporo - güimángüi=rayo - díta=río - ejtasáma=telar - nebinyaku=tierra - kujchuar=venado - buníte=viento - iróke=yuca - sárma=zorra |